# رشته‌کوه چرسکی
رشته‌کوه چرسکی (روسی: Хребет Черского) رشته‌کوهی در شمال‌شرقی سیبری است که میان رود یانا و رود اندگریکا قرار دارد. گرچه این منطقه از نظر تقسیمات کشوری در محدوده یاقوتستان قرار دارد ولی بخش کوچکی از آن در شرق، متعلق به استان ماگادان است. قله پوبدا با بلندای ۳٬۰۰۳ متر بلندترین نقطه این رشته‌کوه است و بخشی از رشته‌کوه اولاخان-چیستای به‌شمار می‌رود.